# Wanasari (Telukjambe Barat)
Wanasari is een bestuurslaag in het regentschap Karawang van de provincie West-Java, Indonesië. Wanasari telt 4682 inwoners (volkstelling 2010).